# Nový rybník (přírodní rezervace)
Nový rybník je přírodní rezervace vyhlášená krajským úřadem Plzeňského kraje 2. ledna 2007 vyhláškou číslo 6/2006. Nachází se v katastrálním území obce Úherce u Nýřan. Geomorfologicky leží v Plaské pahorkatině. Důvodem ochrany jsou hnízdiště a migrační stanoviště vodních ptáků a mokřadní ekosystém.

## Historie lokality
Původně zde byl rybník vytvořený v propadlině po zaniklých dolech. Díky intenzivnímu zemědělskému hospodaření na okolních pozemcích byla celá lokalita meliorovaná. Poloha lokality v mělkém údolí kam se stéká povrchová voda ale i podzemní vodní zdroj nedovolily plné zemědělské využití. Díky tomu byl mělký, částečně rákosím zarostlý mokřad, založen lidovými myslivci jednoduše tak, že byla plechovou záslepkou ucpána roura mostního propustku. Tak byla vytvořena jakási hráz která způsobila zaplavení podmáčených luk mělkého údolí. V průběhu let se tento mokřad stal významným hnízdištěm vodního ptactva a zejména racků chechtavých (Chroicocephalus ridibundus). Mimo racků zde hnízdí například i potápky černokrké (Podiceps nigricollis), kachny divoké (Anas platyrhynchos), poláci velcí (Aythya ferina),  lysky černé (Fulica atra),  labutě velké (Cygnus olor), motáci pochopi (Circus aeruginosus) a v rákosinách desítky menších druhů ptactva. Na podzim a z jara zde lze na tahu vidět například divoké husy (Anser anser), lžičáky pestré (Spatula clypeata), čírky obecné (Anas crecca) i modré (Spatula querquedula), volavky bílé (Ardea alba) či popelavé (Ardea cinerea), nespočet bahňáků (Charadrii) či orlovce říčního (Pandion haliaetus), orla mořského (Haliaeetus albicilla) a kormorány (Phalacrocorax carbo). Přirozená skladba ryb, vegetační kryt, dostatek potravy a atraktivní mělčiny s otevřenou vodní hladinou jsou útočištěm pro několik desítek vzácných i běžných druhů živočichů.

## Příprava a vznik rezervace
Rezervace vznikla na popud Odboru ochrany životního prostředí Plzeňského kraje a za vydatné pomoci občanského sdružení DES OP. Dobrovolníci nejprve vyčistili vodní hladinu, rákosiny i přilehlé pozemky. Další akcí byla oprava provizorního přepadu mokřadu a nejzajímavější aktivitou bylo vybudování dvou umělých hnízdních ostrůvků.

### Hráz a regulace hladiny
Požadavek na zachování relativně stálé hladiny a možnost její přiměřené regulace byl jedním ze stěžejních požadavků pro celý ekosystém. Bylo tedy nezbytné opravit hráz, odtok a vybudovat bezpečností přepad. Bezpečnostní přepad na hrázi mokřadu byl technicky nejnáročnější částí. Na stávající rouru mostního propustku byl nainstalován 280kilogramový pozinkovaný trychtýř s možností regulace výšky vodní hladiny. Instalace se musela obejít bez vypuštění mokřadu. Proto byla po dobu výstavby hladina udržována provizorní sypanou hrází která byla po dokončení prací odstraněna.

### Umělé hnízdní ostrůvky
Ostrůvky o rozměrech 3 × 2 m byly vybudovány na akátových kůlech zatlučených do dna mokřadu. Vlastní hnízdní plochu tvoří dřevěné hranoly a trámky posypané jemnými křemínky. K vodní hladině jsou ostrůvky přiblíženy pevně ukotvenými náběhovými plochami. Okolí ostrůvků je osázeno nízkými drny vodní trávy.

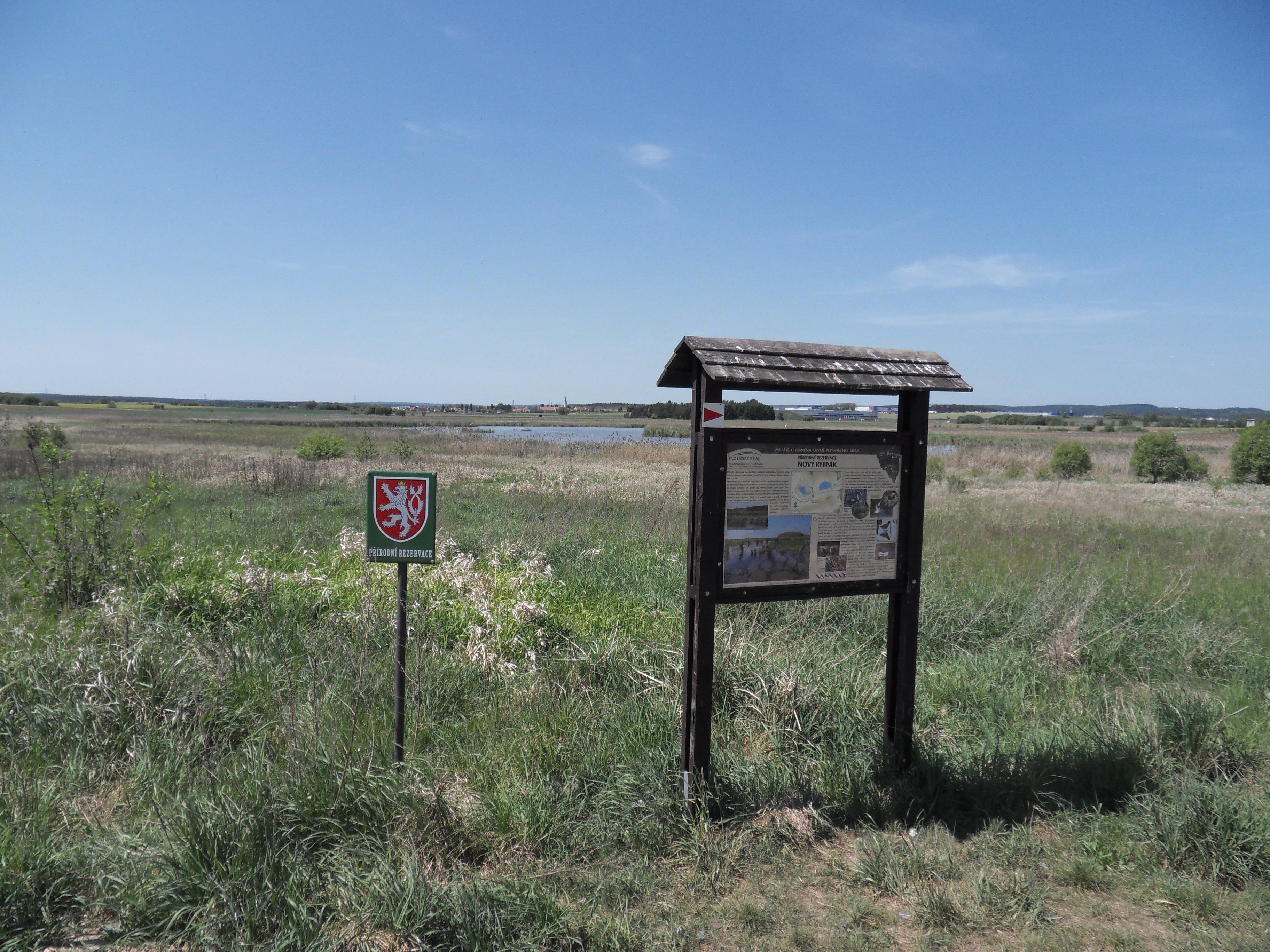
Informační tabule
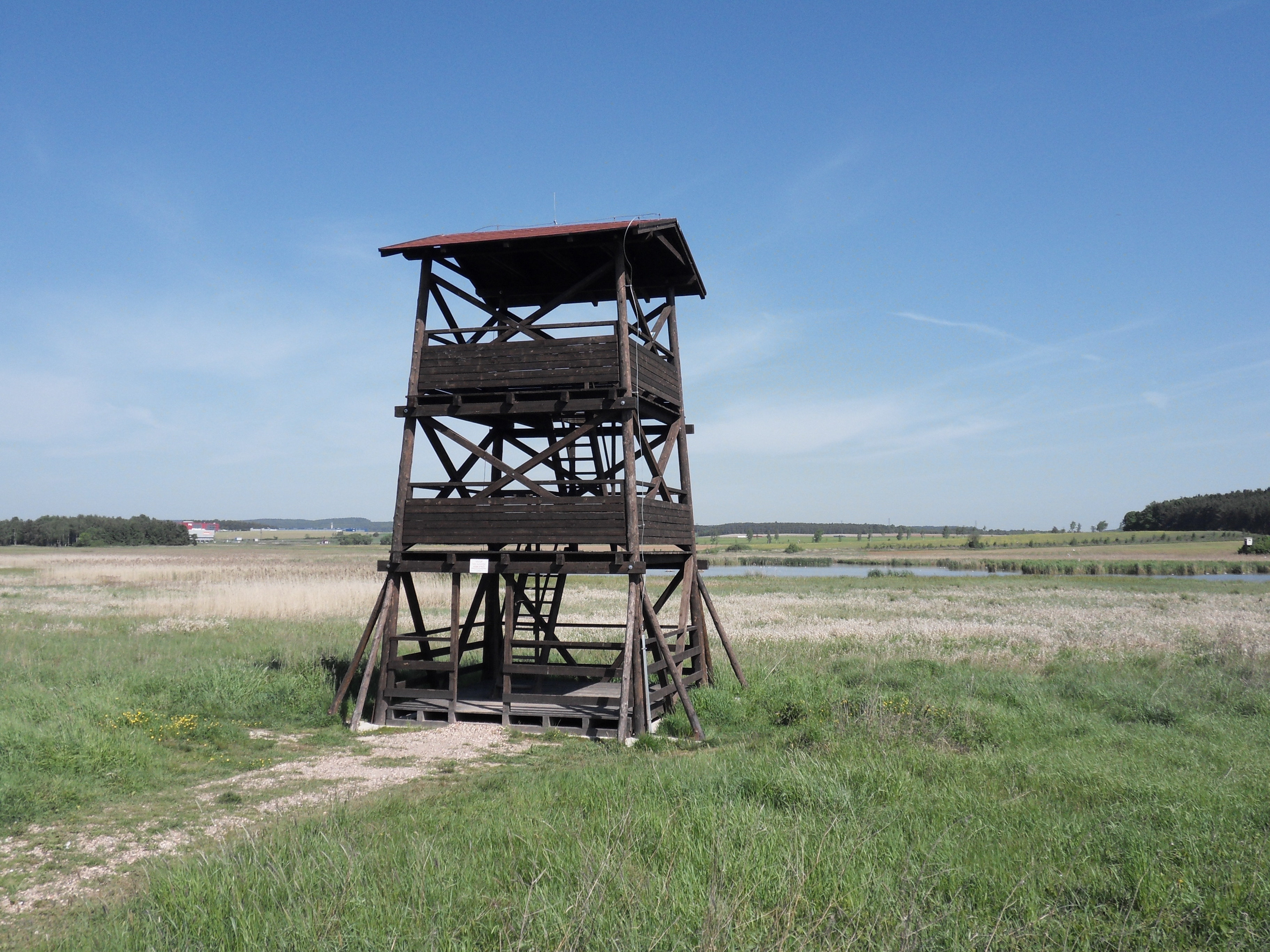
Pozorovatelna
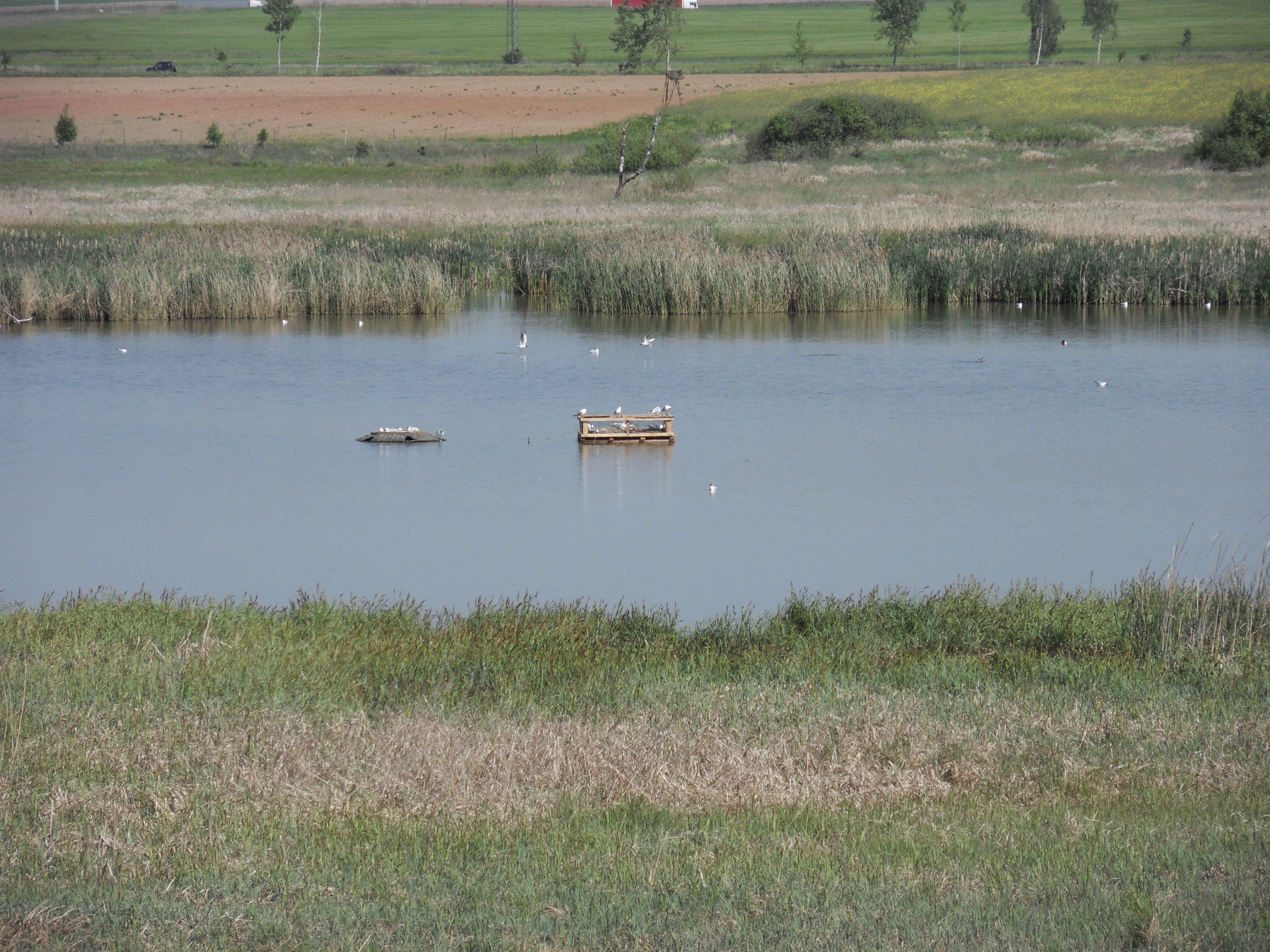
Hnízdní ostrůvky
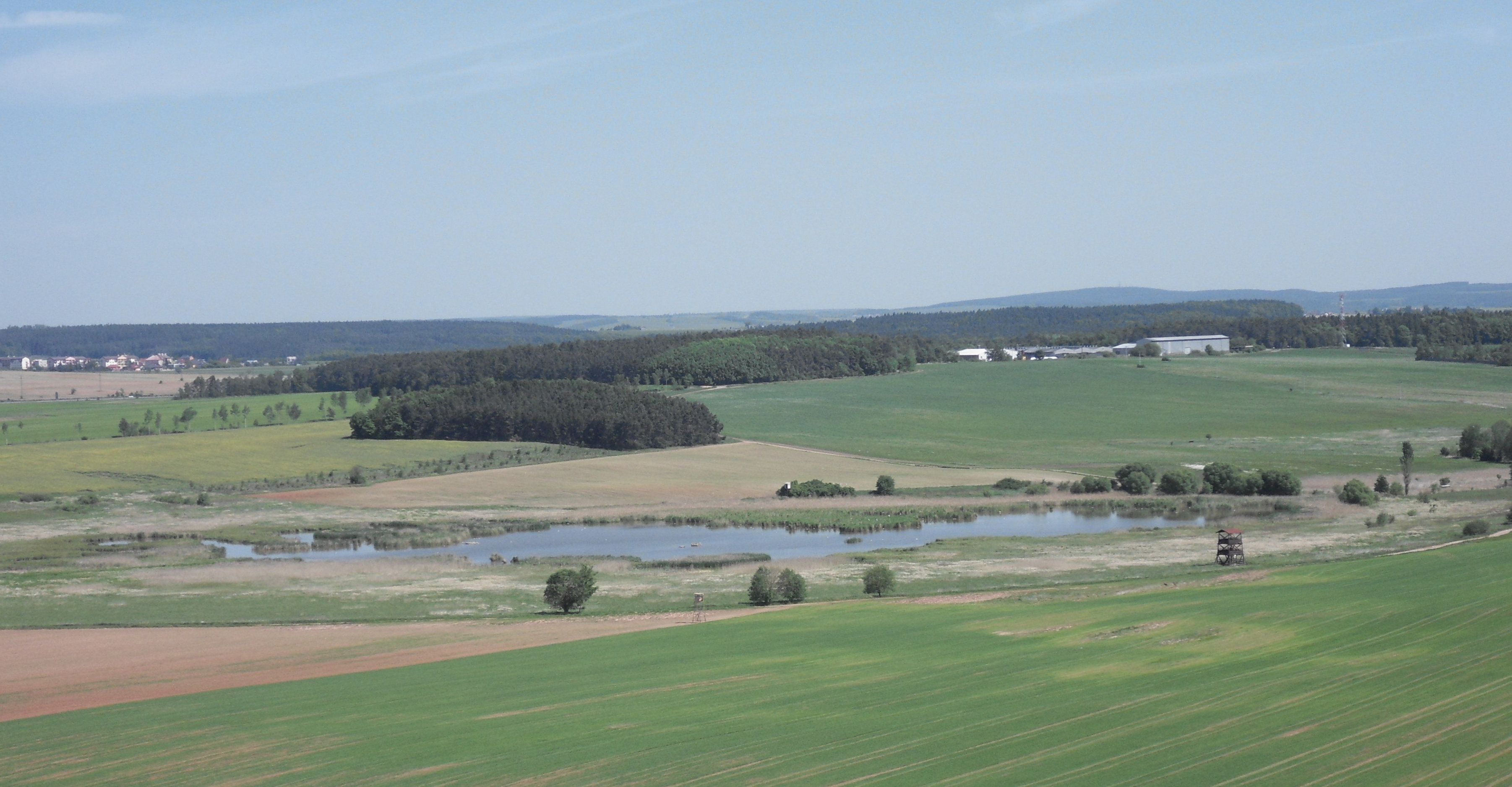
Celkový pohled